# إريك روت
إريك روت (بالألمانية: Erich Roth)‏ هو محامي وضابط شرطة ألماني، ولد في 25 مايو 1910 في أشفنشم في بولندا، وتوفي في 1947 في بلغراد في صربيا.